# Prehistoric Sounds
Prehistoric Sounds è il terzo album dei The Saints, pubblicato nel 1978. Sarà anche l'ultimo inciso da Ed Kuepper con il gruppo, che lascerà subito dopo la fine delle registrazioni.

## Tracce
1. Swing For The Crime – 3:38
2. All Times Through Paradise – 4:09
3. Every Day's A Holiday, Every Night's A Party – 2:48
4. Brisbane (Security City) – 4:22
5. Church Of Indifference – 5:06
6. Crazy Googenheimer Blues – 2:29
7. Everything's Fine – 2:38
8. The Prisoner – 4:53
9. Security – 2:21
10. This Time – 3:15
11. Take This Heart Of Mine – 2:29
12. The Chameleon – 5:16
13. Save Me – 3:22

### Versione 2007
Nel 2007 Prehistoric Sounds è stato ristampato con le seguenti bonus track
1. Looking For The Sun (studio outtake di Prehistoric Sounds)
2. Intermission (live at Paddington Town Hall, Sydney 21/04/1977)
3. This Perfect Day (live at Paddington Town Hall, Sydney 21/04/1977)
4. Run Down (live at Paddington Town Hall, Sydney 21/04/1977)
5. Erotic Neurotic (live at Paddington Town Hall, Sydney 21/04/1977)
6. Demolition Girl (live at Paddington Town Hall, Sydney 21/04/1977)
7. Nights In Venice (live at Paddington Town Hall, Sydney 21/04/1977)

## Formazione

### Gruppo
- Chris Bailey - voce
- Ed Kuepper - chitarra
- Algy Ward - basso
- Ivor Hay - batteria

### Altri musicisti
- Martin Bruce - tromba
- Martin Drover - tromba
- Paul Nieman - trombone
- Roger Cawkwell - arrangiamenti per sassofono, pianoforte e fiati